# Присліп (Боржава)
При́сліп (При́слоп) — гірський перевал в Українських Карпатах, у масиві Полонина Боржава. Розташований між селами Тюшка і Лисичово, в Хустському районі Закарпатської області.

## Географія
Висота перевалу — 937,6 м. Перевал пішохідний, розташований на сідлоподібному зниженні головного хребта Полонини Боржави.

## Туризм
Від перевалу йдуть стежки в декілька напрямів; через нього проходить популярний туристичний маршрут «Вершинами Полонини Боржави».

## Цікаві факти
- У Карпатах є кілька перевалів з подібною назвою, серед яких Присліп, Переслоп та інші.
- 10 грудня 1914 року на перевалі Прислоп відбувся бій між 3-й піхотним полком (2-а Бригада Польських легіонів) та російськими військами.[1][2] Найімовірніше, камінний хрест поставлений в пам'ять про полеглих легіонерів на цьому перевалі.

## Світлини

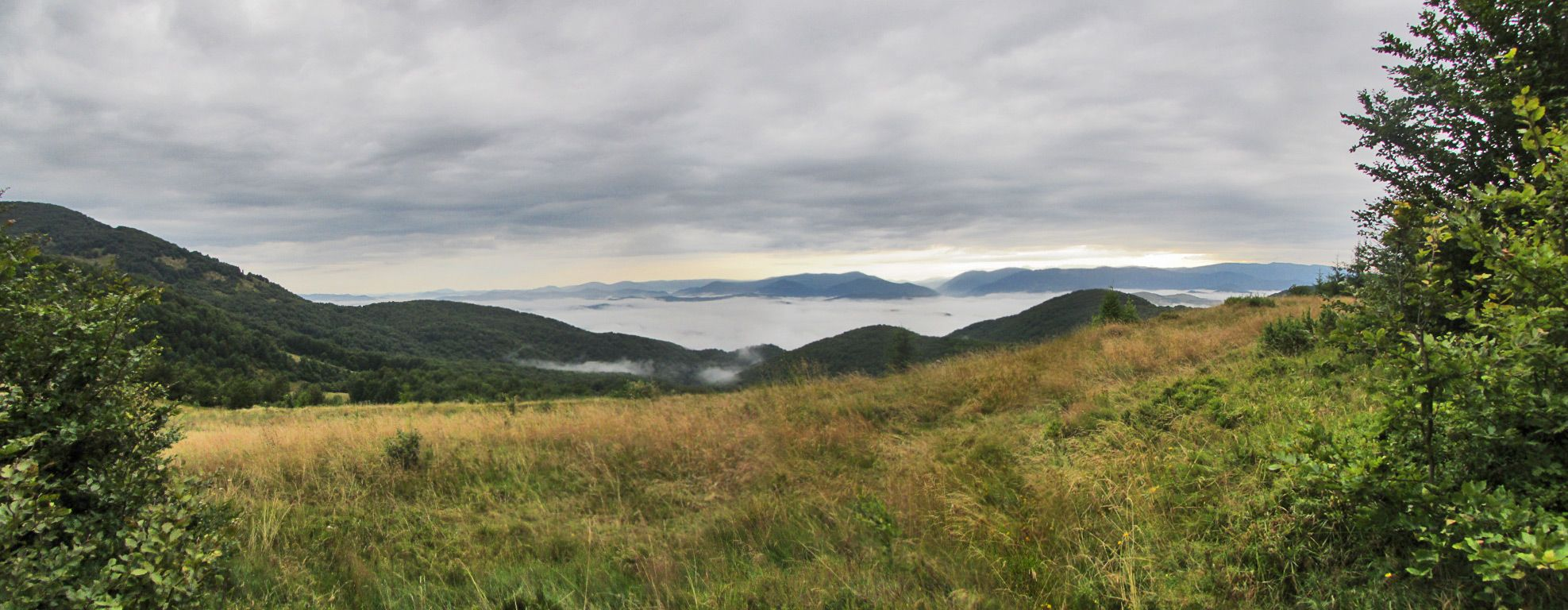
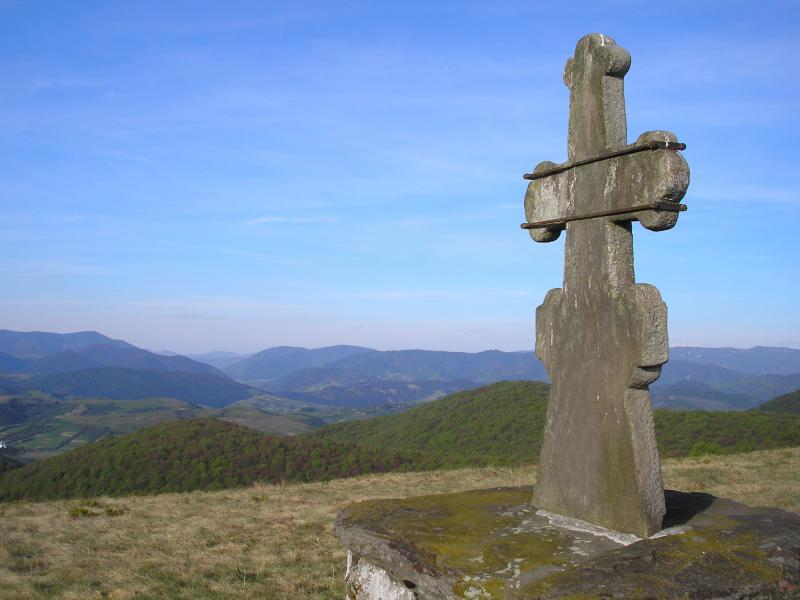
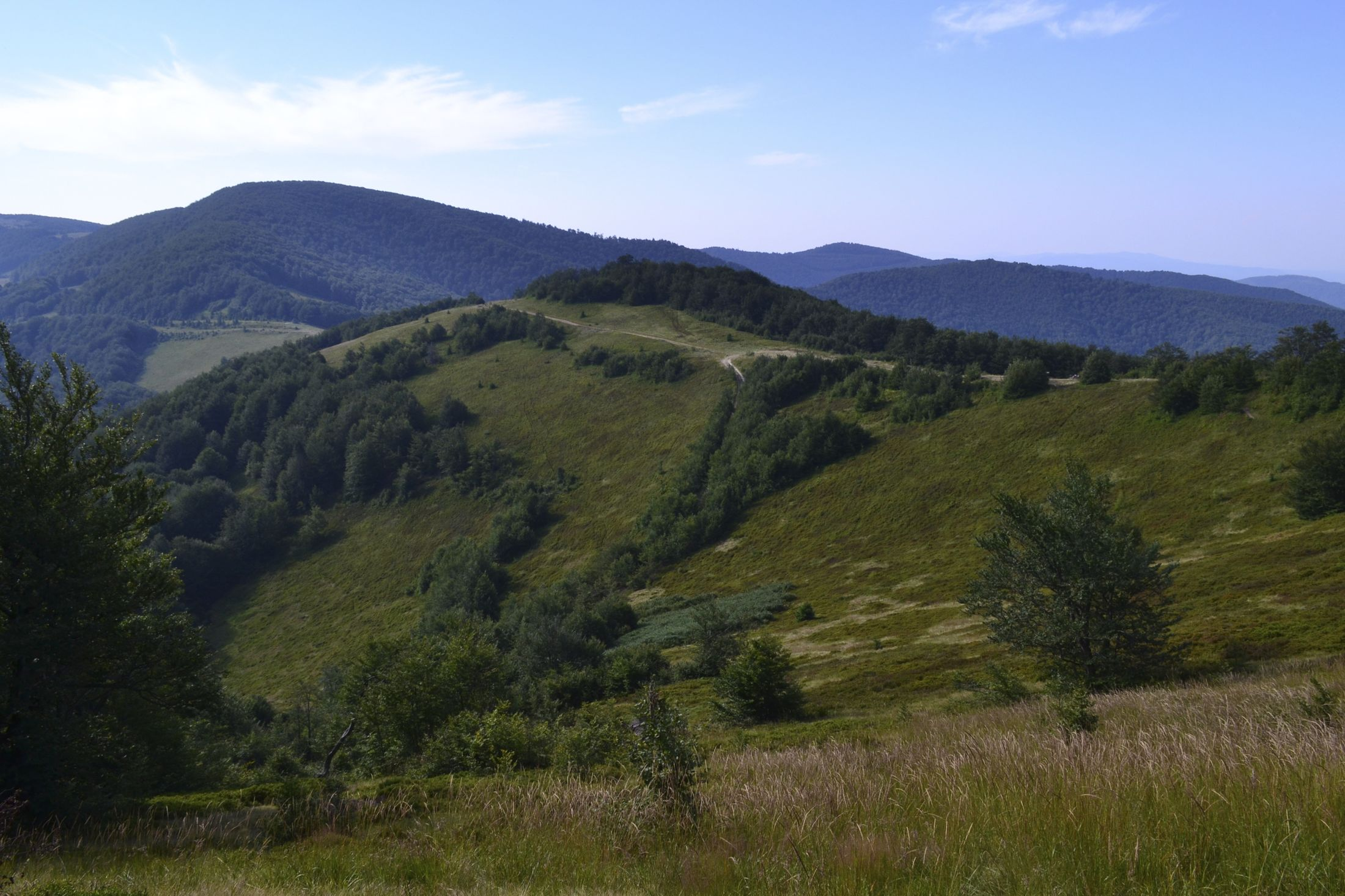
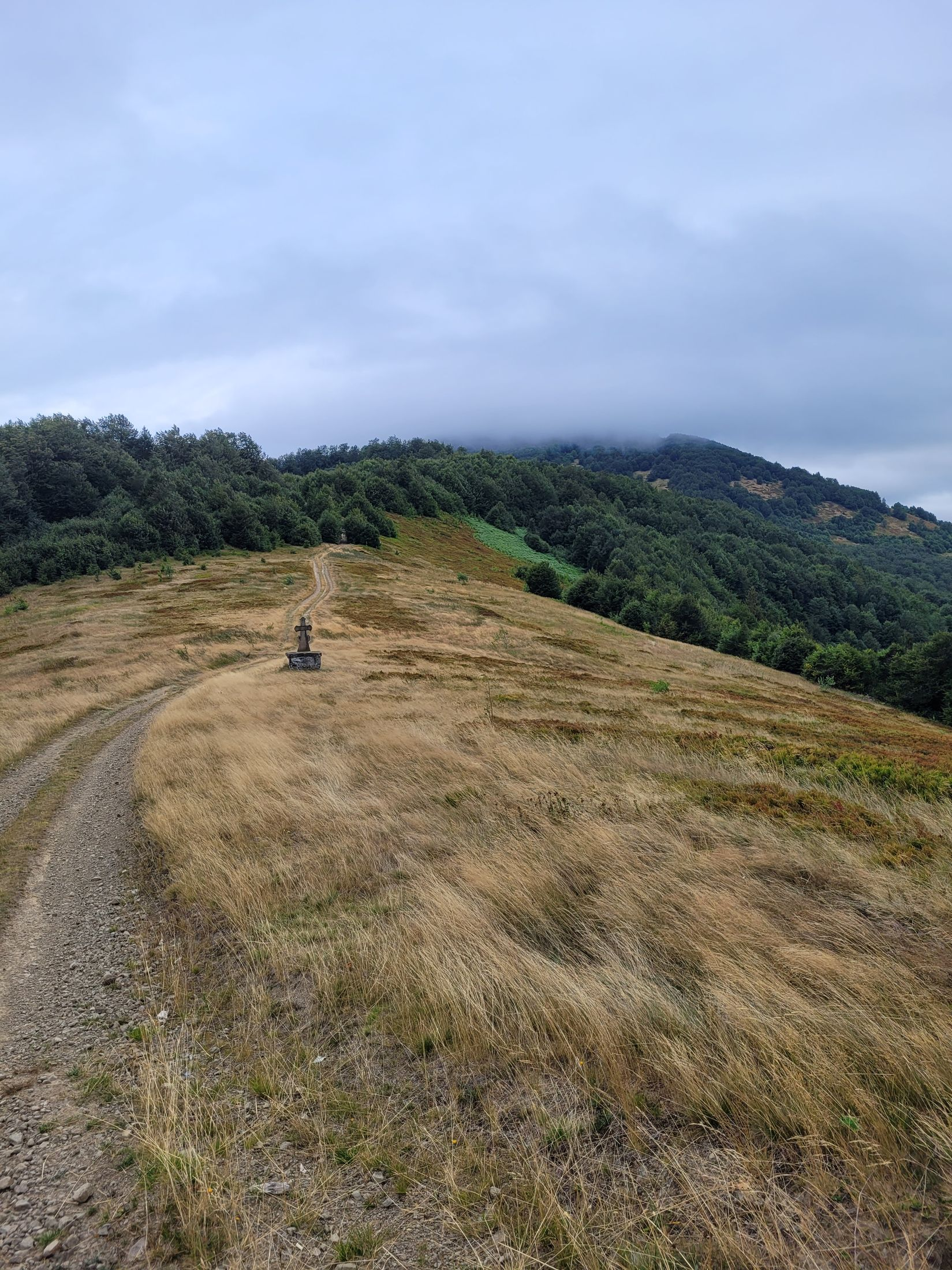
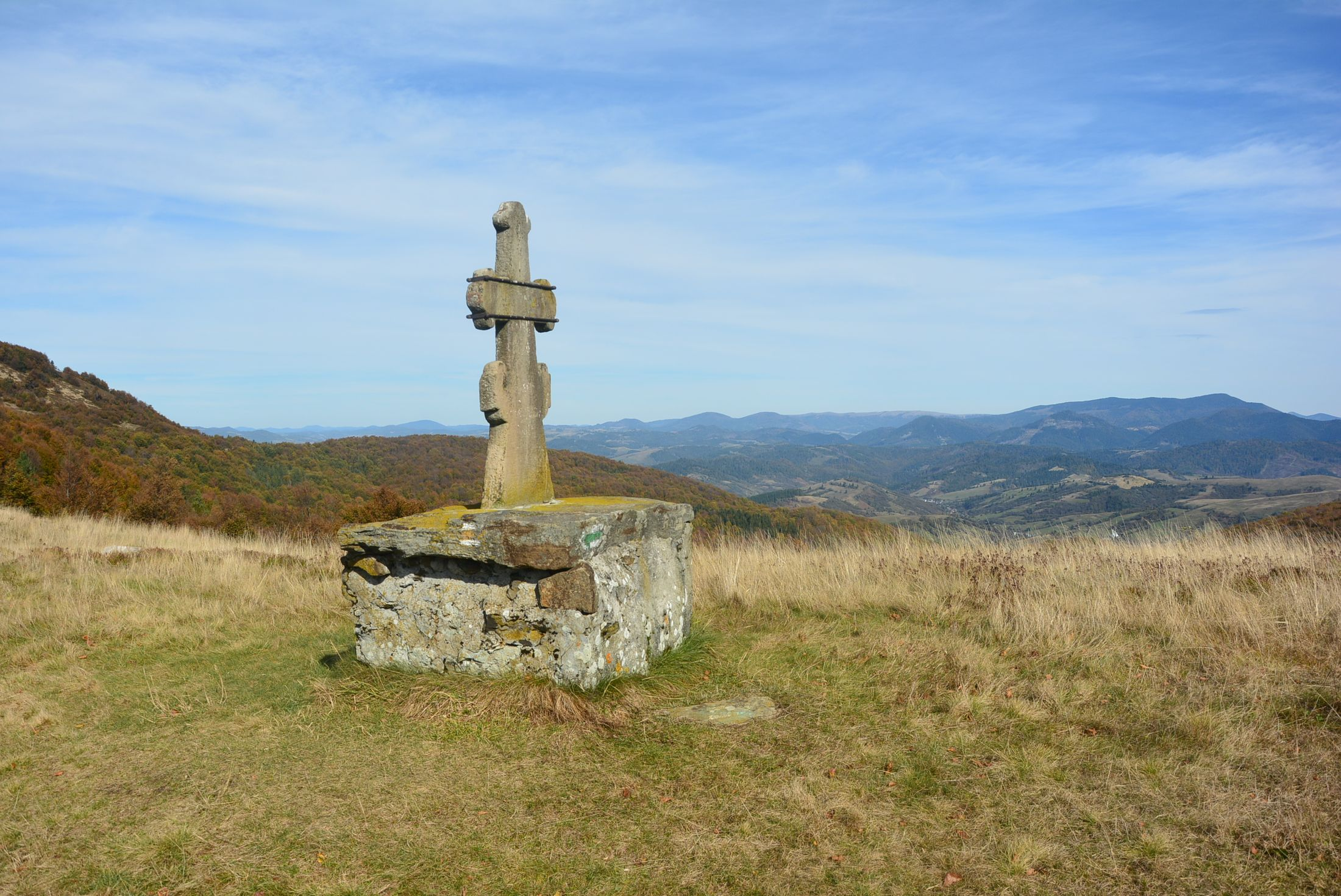
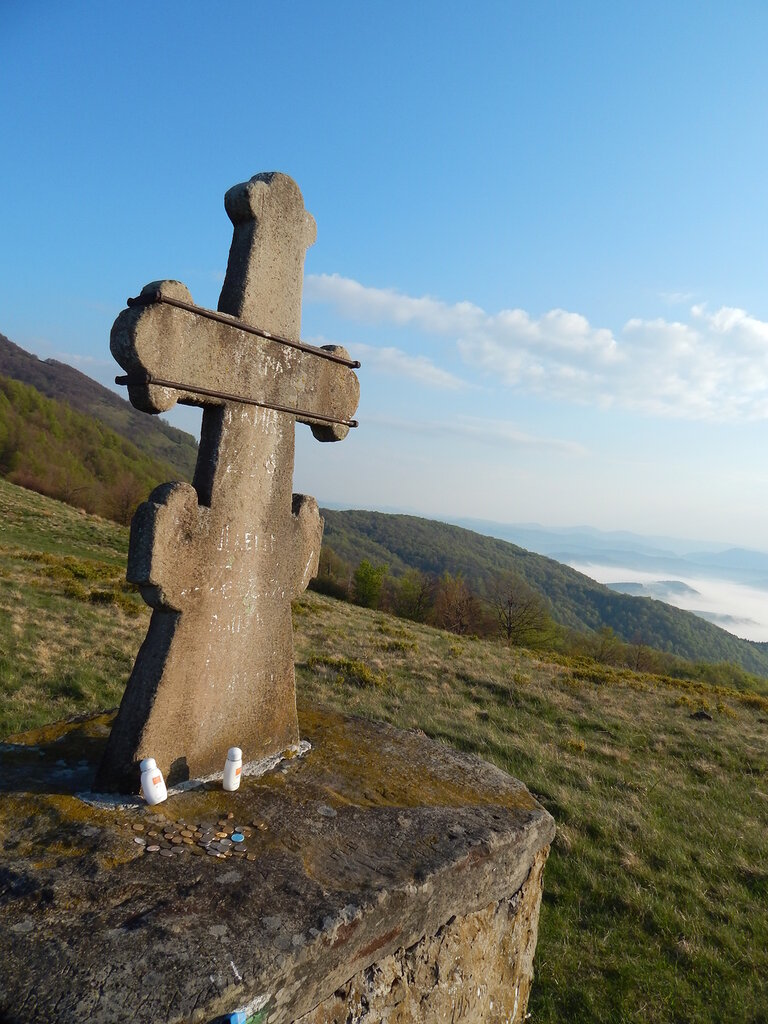
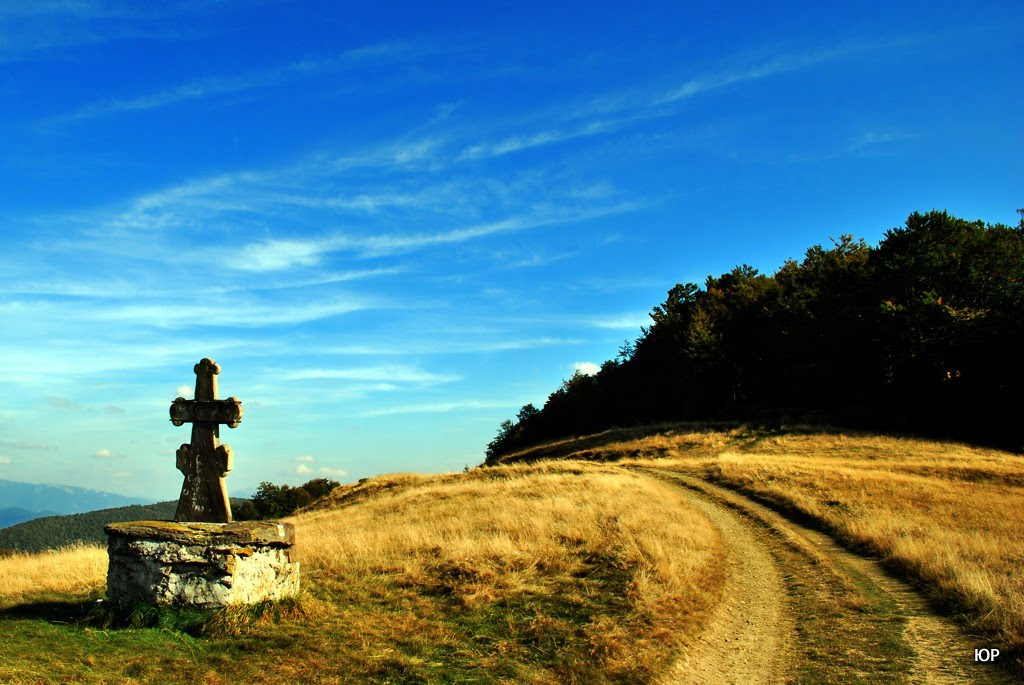
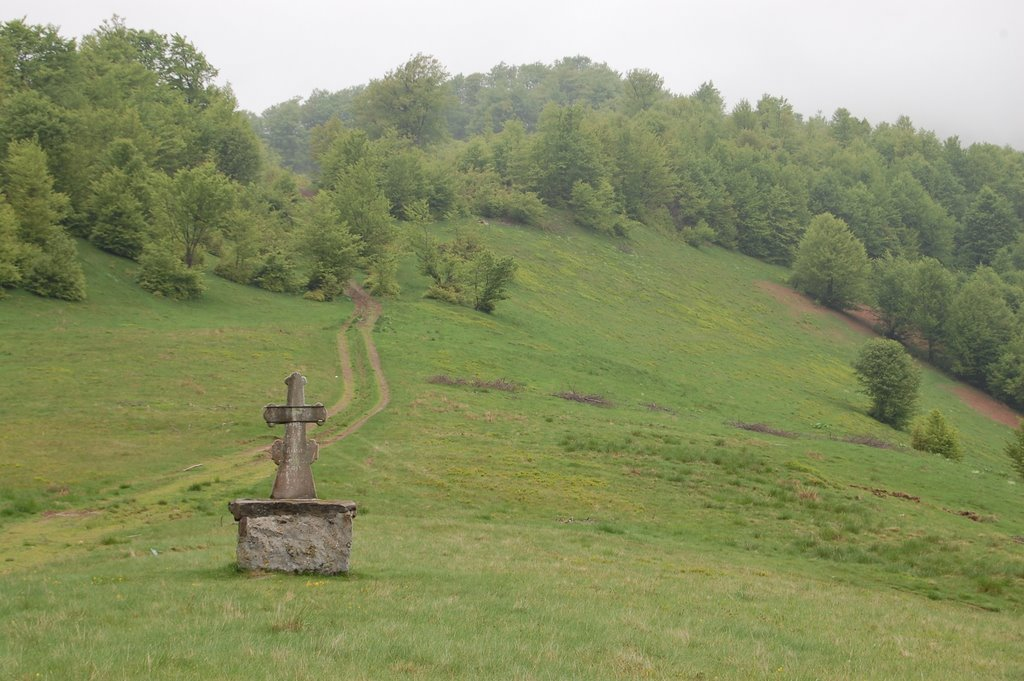
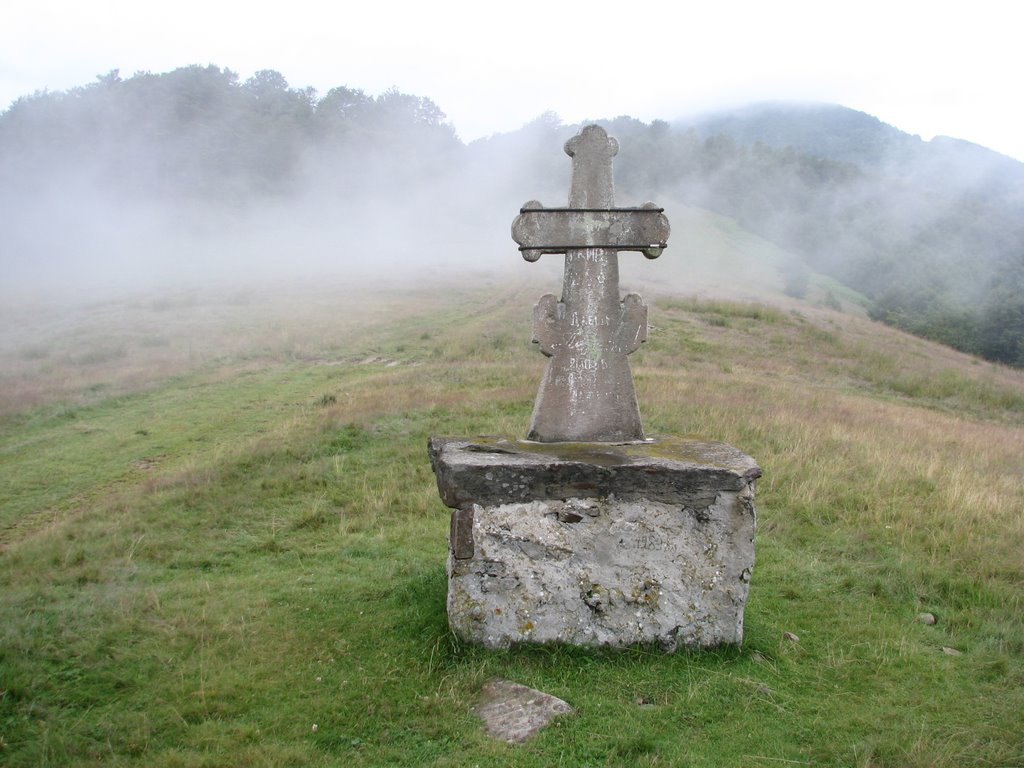
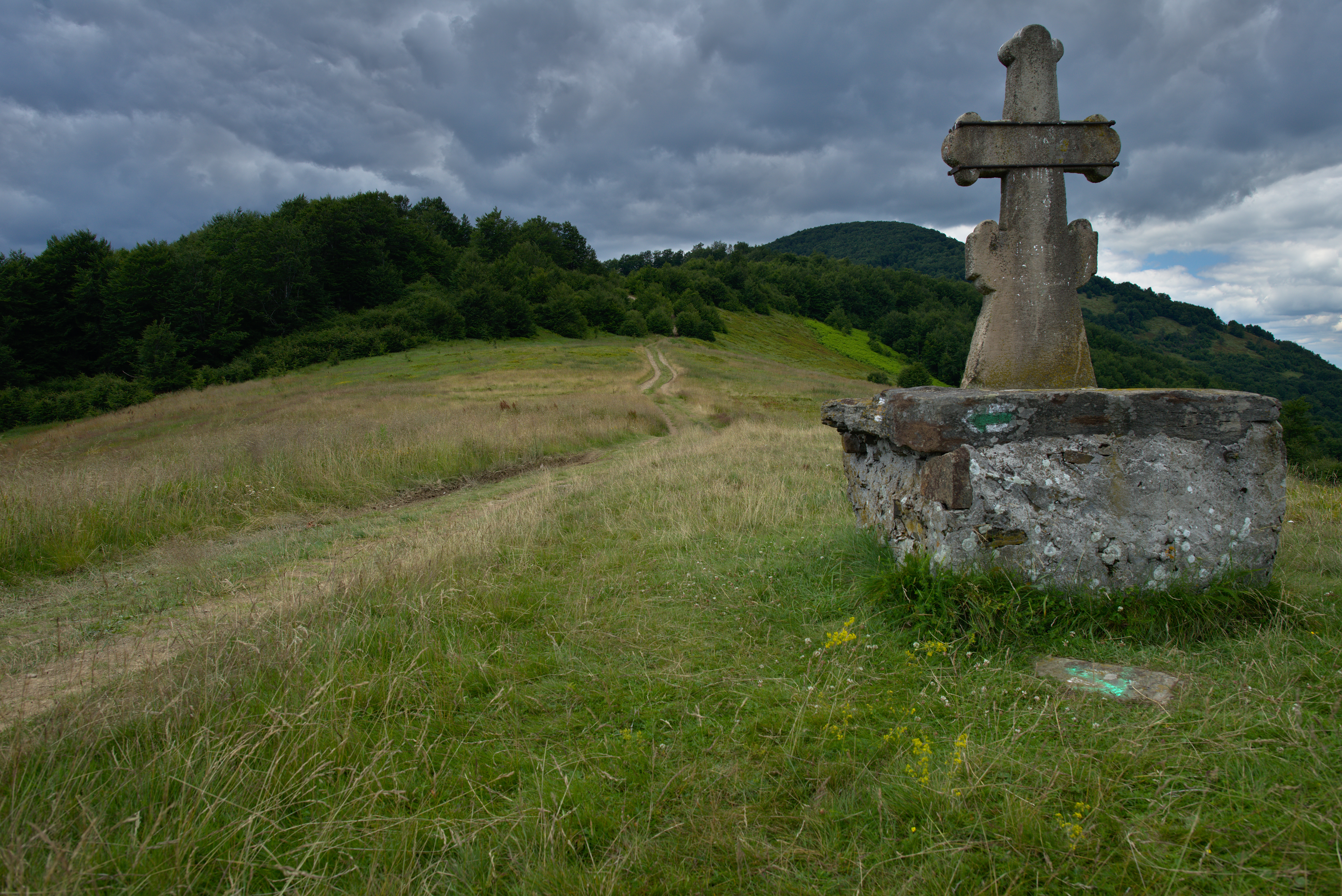
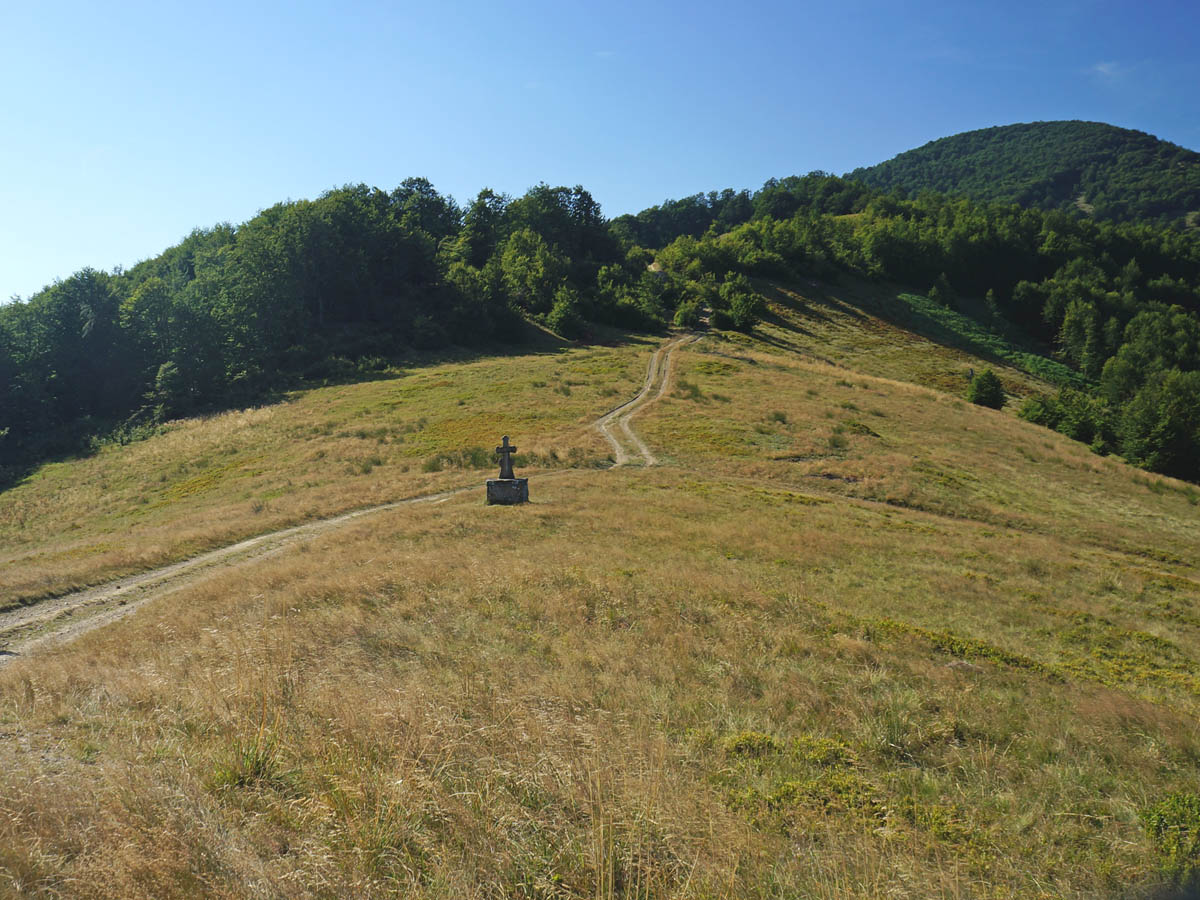